# Mackay Lacus
Der Mackay Lacus – der Name ist lateinisch – ist ein Methansee auf dem Saturnmond Titan. Er ist nach dem Lake Mackay, einem See in Australien, benannt. Sein mittlerer Durchmesser beträgt 180 km; er liegt bei 78,32 N / 97,53 W.